# アドリース・ラティーフ
アドリース・ラティーフ（Adrees Latif、1973年7月21日 - ）は、アメリカ合衆国のフォトジャーナリスト。パキスタン系アメリカ人。ロイター通信のカメラマンとして2003年からアジアの報道写真を発信、2012年以降はアメリカで、スポーツ、エンターテインメント、紛争、自然災害などの分野で活動している。ピューリッツァー賞を二度受賞。2007年日本のビデオジャーナリスト長井健司がミャンマーの治安部隊によって射殺された瞬間の写真は、ロイター初のピューリッツァー賞獲得となった。

## 略歴
1973年7月21日にパキスタンラホールで生まれ、1980年までサウジアラビアで育つ。7歳のとき家族とテキサスに移住し、ヒューストンの高校でフォトジャーナリズムと写真を選択科目として学んだ。1989年からフリーランスとしての活動を始め、1993年からはヒューストンポストにインターンとして2年在籍している。1999年にヒューストン大学でジャーナリズムの学士号(BA)を取得して卒業。2001年のアフガン侵攻を取材、イラクでは従軍記者を経験した。ロイターの仕事は1995年からで、ヒューストンとカリフォルニアではフリーランスとして在籍。2003年からバンコクでシニアフォトグラファー、2009年からはイスラマバードでチーフフォトグラファーとして、アジア一円のニュースをロイターから発信した。2012年アメリカ合衆国に戻り、ニューヨークでの6年間を経て、2018年5月からはヒューストンで活動。

## 「日本人ジャーナリストの死」
2007年9月23日、のちにサフラン革命と呼ばれる大規模なデモを取材するためミャンマーへ入国。ジャーナリストと思われないように、Tシャツ、サンダル、カメラ1台、レンズは望遠と標準1本ずつと、軽装でヤンゴンに入った。4日後の9月27日、取材中の午後1時30分ごろ、武装した治安部隊のトラックがデモの現場に到着すると15秒後には長井健司殺害が起きた。ラティーフはどんな瞬間でも撮れるようにカメラの焦点深度を深くして取材しており、50mほど離れた歩道橋の上から殺害の瞬間を2秒ほどで4カット撮影。すぐに裏道を通り2時間かけてホテルに逃れた。写真を送信したあと、夜になってからロイター東京支局から連絡が入り、撃たれたのは日本人のフリージャーナリストと知らされた。写真は翌朝ニューヨークタイムズはじめ各紙のトップを飾ったが、安全のため撮影者のクレジットはしばらくの間伏せられた。ラティーフはこのときまだヤンゴンのホテルに潜伏したままだった。
2008年3月7日、日本の写真月刊誌DAYSJAPANの招きで来日。長井が契約していたAPF通信社で遺族と対面した。また第4回DAYS国際フォトジャーナリズム大賞の特別賞を受賞し、10日に会見。撮影当時の様子を「スローモーションのようだった」と振り返り、「（長井と）一緒に特別賞を受賞できた」とも語った。
2008年4月7日、長井を撮った写真が第92回ピューリッツァー賞のニュース速報部門を受賞。ロイターに初のピューリッツァー賞をもたらした。「歴史に残り、また人々が当日起きたことを思い出すきっかけになることをうれしく思う」とコメントするとともに、長井に哀悼の意をささげたいと取材中のネパールから電話で語った。

## 主な業績
2011年2月7日、ICP（国際写真センター）は、第27回インフィニティアワードのフォトジャーナリズム部門にアドリース・ラティーフを選んだ。8月、ガーディアンはラティーフの特集として、2010年8月のパキスタン洪水の報道写真と、1年後の2011年8月に同じ場所で同じ人物を撮った、一連の写真を紹介した。同年、第68回POYiのエージェンシー部門受賞。
2019年4月15日、ロイターは、ピューリッツァー賞を2部門で受賞。ニュース速報部門は米国国境を目指す中米移民の報道写真で、ロイターのカメラマン11人で編成された取材チームが獲得した。対象となった20枚の写真のうち9枚はラティーフが撮影したものである。2018年10月のスチアテ川を胸まで水に漬かって渡る父娘の撮影については「彼らがどんな修羅場をくぐりぬけているか、写真を見る者が体感するには私が水に入る必要があった」と語っている。この年のロイターは2年連続で2部門で受賞。ラティーフの2008年初受賞以降、7回の受賞となった。